# Secret Time
Secret Time è il primo EP del gruppo musicale sudcoreano Secret, pubblicato nel 2010 dall'etichetta discografica TS Entertainment.

## Il disco
Il 29 marzo 2010 fu diffuso online un teaser: nel video le ragazze eseguirono un brano di danza chiamato "Break Time". Il video completo di "Magic", che raggiunse il milione di visualizzazioni, uscì il 1º aprile insieme all'EP. A causa di errori di stampa, l'uscita materiale fu ritardata di cinque giorni, ma fu comunque pubblicato online su diversi portali musicali. Nell'EP furono incluse anche le versioni acustiche di "I Want You Back" e "3 Years 6 Months". Il brano "Magic" fu utilizzato come traccia promozionale nelle loro performance nei programmi M! Countdown, Music Bank, Show! Music Core e Inkigayo.
Il 9 febbraio 2012, gli allenatori di The Voice Korea, Kangta, Baek Ji Young, Gil e Shin Seung Hoon hanno eseguito una cover di "Magic". Il 10 febbraio 2012, la performance cover di "Magic" è andata in onda nella puntata pilota di The Voice Korea ed è stata distribuita digitalmente il giorno successivo.

## Tracce
1. My Boy – 3:55
2. Magic – 3:23 (Shinsadong Tiger, Kang Jiwon, Kim Kibum)
3. Spot Light – 3:19
4. Do As You Please (알아서 잘해요) – 3:37
5. I Want You Back (Acoustic Version) – 3:54 (Kang Jiwon)
6. 3 Years 6 Months (3년 6개월) (Acoustic Version) – 3:27 (testo: Kang Jiwon, Park Kyung Wook – musica: Kang Jiwon)

## Formazione
- Hyoseong – voce
- Zinger – rapper, voce
- Jieun – voce
- Sunhwa – voce